# Vandjala
Vandjala is een plaats in de Estlandse gemeente Jõelähtme, provincie Harjumaa. De plaats heeft de status van dorp (Estisch: küla).

## Bevolking
Het dorp had 39 inwoners op 31 december 2011 en 56 inwoners op 31 december 2021.

## Ligging
De Põhimaantee 1, de hoofdweg van Tallinn naar Narva, loopt langs de noordgrens van het dorp, de rivier Jõelähtme langs de oostgrens.